# Obrona Hajnówki
Obrona Hajnówki – potyczka 3 pułku strzelców konnych im. Stefana Czarnieckiego z niemieckimi oddziałami pancernymi i piechoty III Korpusu Pancernego, która miała miejsce 17 września 1939 r.

## Przebieg bitwy

### 16 września
We wsi Lipiny zatrzymał się 3 pułk strzelców konnych im. Hetmana Stefana Czarnieckiego. Od zachodniego krańca Hajnówki pułk osłaniał oddział rtm. Mieczysława Pająka. Linia obrony ciągnęła się od ul. Targowej (Wierobieja) do dzielnicy Placówka (ok. 1 km). W osłonie brały udział załogi trzech ciężkich karabinów maszynowych dowodzonych przez kaprali Bolesława Bierwiaczonka, Adama Gryko i Kazimierza Ładę oraz działka p.panc dowodzonego przez kpr. Rydzewskiego oraz strzelcy konni.

### 17 września
Wczesnym ranem czołgi i piechota III Korpusu Pancernego przypuścili szturm na umocnienia wojska polskiego. Na ul. Lipowej kpr. B. Bierwiaczonek z załogą działka p.panc. zniszczył dwa czołgi niemieckie. Następne dwa na skrzyżowaniu ulic Lipowej i St. Batorego. Kapral Bierwiaczonek zostaje ciężko ranny. Strzelcy konni wycofali się z dzielnicy Placówka w kierunku wsi Lipiny. Niemcy zajęli Hajnówkę i rozpoczęli ostrzał artyleryjski miejsca postoju 3 pułku strzelców konnych w Lipinach.